# Williams FW12C
Der Williams FW12C ist ein Formel-1-Rennwagen des britischen Motorsportteams Williams, der in der Weltmeisterschaft 1989 eingesetzt wurde. Er ist eine Weiterentwicklung des FW12 von 1988, von dem er sich vor allem im Bereich der Motorisierung unterscheidet. Mit dem FW12C kehrte Renault nach mehrjähriger Pause in die Formel 1 zurück. Das Auto war der Ausgangspunkt einer langjährigen erfolgreichen Kooperation von Williams und Renault.

## Entstehungsgeschichte
Der Williams FW12C erschien in einer Phase des Umbruchs in der Formel 1. Von Beginn des Jahrzehnts bis zum Jahr 1988 hatten Fahrzeuge mit Turbomotoren die Weltmeisterschaft dominiert; in einigen Saisons waren ausschließlich Turbomotoren zugelassen. Ab 1987 konnten wieder Saugmotoren an den Start gehen, allerdings zunächst nur neben den Turbo-Autos, die ungeachtet weitgehender Beschränkungen bei Ladedruck und Verbrauch weiter unangreifbar waren. Erst zum Beginn der Saison 1989 schloss die FISA Turbofahrzeuge komplett aus.
Williams gehörte zu den erfolgreichsten Teams der Turbo-Ära: Bis 1987 hatte der 1977 von Frank Williams gegründete und geführte Rennstall drei Fahrer- und vier Konstrukteursmeisterschaften gewonnen, die letzten mit dem Motorenpartner Honda. Ungeachtet dieses Erfolgs löste Honda zum Ende der Saison 1987 – ein Jahr vor dem regulären Vertragsende – die Verbindung mit Williams und wechselte für die Saison 1988 zu dem von Ron Dennis geführten Konkurrenzteam McLaren, das 1988 mit Hondas Turbomotoren mit Ausnahme des Großen Preises von Italien alle Weltmeisterschaftsläufe gewann. Für die neue Saugmotorära ab 1989 gelang es Williams, einen Vertrag mit Renault über die – zunächst exklusive – Lieferung eines Zehnzylinder-Saugmotors zu schließen, der sich seit April 1987 in der Entwicklung befand. Die Zeit bis zu seiner Einsatzbereitschaft musste Williams mit leistungsschwachen Saugmotoren von Judd überbrücken. Für ihn konstruierte das Team den Williams FW12, der 1988 lediglich für den siebten Platz in der Konstrukteursmeisterschaft reichte, die schlechteste Positionierung des Teams seit 1978.
In der Saison 1989 – der ersten, in der der Einsatz von Turbomotoren ausgeschlossen war – brachte Williams den Zehnzylinder-Saugmotor von Renault an den Start. Erste Testfahrten im Winter 1988/89 waren mit einem zum FW12B umgebauten FW12 absolviert worden. Dessen Leistung war so vielversprechend, dass Williams darauf verzichtete, bereits zu Beginn der Saison 1989 einen neuen, präzise auf den Renault-Motor zugeschnittenen Wagen fertigzustellen. In der ersten Hälfte der Saison 1989 ging Williams stattdessen mit einem als FW12C bezeichneten Interimsmodell an den Start, der ebenfalls vom FW12 abgeleitet war. Erst im September 1989 debütierte dann der komplett neu konstruierte FW13.
Williams verwendete im folgenden Jahrzehnt weiterhin Motoren von Renault. Williams-Renault war die erfolgreichste Kombination der 1990er-Jahre. Sie gewann bis 1997 vier Fahrer- und fünf Konstrukteursmeisterschaften.

## Einzelheiten

### Chassis und Fahrwerk
Verantwortlicher Konstrukteur des FW12C war Patrick Head, Detailarbeiten verantworteten Enrique Scalabroni und Frank Dernie.
Das Monocoque des Williams FW12C besteht aus kohlenstofffaserverstärktem Kunststoff. Es stimmt mit dem des FW12 von 1988 überein. Der FW12C ist wesentlich länger als sein unmittelbarer Vorgänger: Weil Renaults Zehnzylindermotor deutlich länger ist als der im Vorjahr verwendete Judd-Achtzylinder, musste der Radstand des Autos um 380 mm verlängert werden. Die Seitenkästen wurden neu gestaltet: Anders als bei den Williams-Konstruktionen der zurückliegenden Jahre tritt die Kühlluft beim FC12C nicht oben, sondern an den Flanken der Seitenkästen aus.
Im Gegensatz zum ursprünglichen FW12 von 1988, der vorne mit Schubstreben ausgerüstet war, hat der FW12C vorn Zugstreben. Zwei 1988er Autos wurden zu Saisonbeginn entsprechend umgerüstet; die weiteren, 1989 neu aufgebauten Chassis waren von Beginn an so ausgelegt.

### Motor

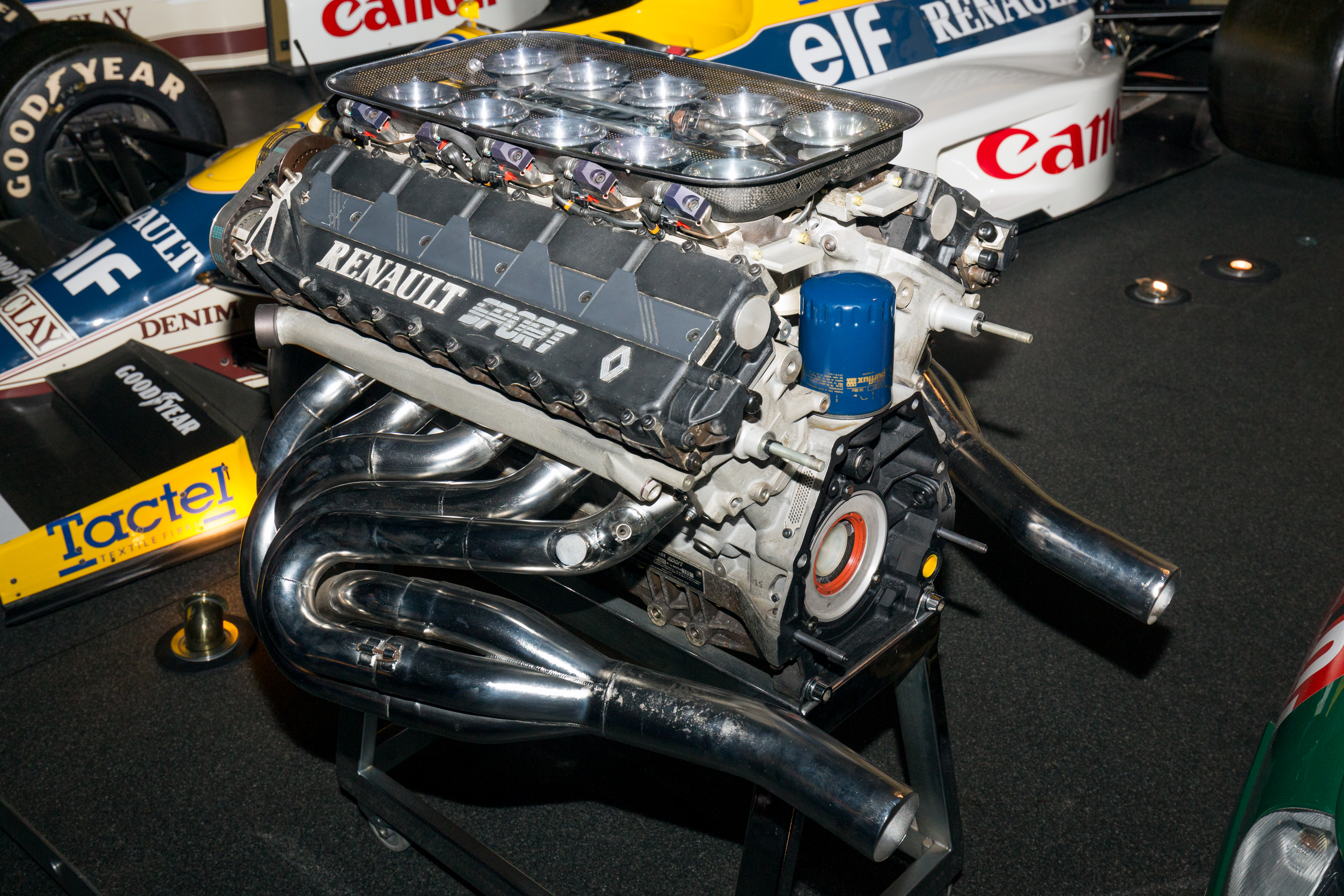
Renault RS 01

Der FW12C wurde von einem 3492 cm³ (Bohrung × Hub: 90 × 54,9 mm) großen Zehnzylinder-V-Saugmotor (Typ RS01) angetrieben. Der Motor war eine komplette Neukonstruktion. Der RS 01 hat einen Bankwinkel von 67 Grad. Damit gehörte er zusammen mit dem 034 der Scuderia Ferrari zu den schmalsten Triebwerk des Jahres. Seine Leistung wurde zu Saisonbeginn mit 650 PS angegeben. Damit war der nach McLarens Honda RA109E (685 PS) und dem Ferrari 034 der drittstärkste Motor des Starterfeldes. Der Leistungszuwachs gegenüber dem im Vorjahr verwendeten Judd-Motor betrug etwa 50 PS. Im Laufe des Jahres gab es fünf Evolutionsstufen, die sich unter anderem durch die Spezifikationen der Kolben und der Zündungssysteme voneinander unterschieden.
Die Kraftübertragung übernahm ein quer eingebautes Sechsganggetriebe von Williams, dessen Gehäuse aus Magnesium besteht.

## Lackierung und Sponsoren
Der Williams FW12C war wie schon seine Vorgänger weiß, gelb und blau lackiert. Hauptsponsoren waren der japanische Kamerahersteller Canon und das französische Mineralölunternehmen Elf; weitere Sponsoren waren das Chemieunternehmen ICI und die von ihm vertriebene Kunstfaser-Marke Tactel sowie der Tabakkonzern Reynolds, der mit der Zigarettenmarke Barclay warb.

## Produktion
Insgesamt trugen sechs Autos die Bezeichnung Williams FW12C. Zwei Autos (FW12C/1 und FW12C/6) waren 1988 als FW12 aufgebaute und in der Winterpause 1988/89 umgerüstete Fahrzeuge, vier wurden bis April 1989 neu hergestellt (FW12C/7, FW12C/8, FW12C/9 und FW12C/10). Die neuen Autos unterscheiden sich nur in Details, vor allem bei der Aufnahme der Vorderradaufhängung, von den 1988er Fahrzeugen.

## Renneinsätze

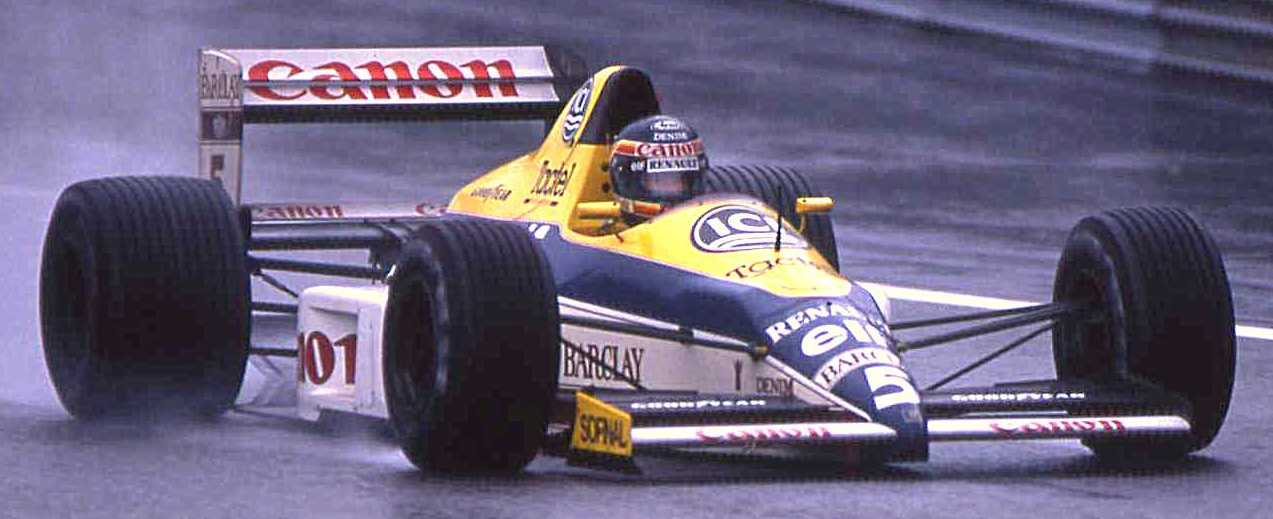
Thierry Boutsen beim Großen Preis von Belgien 1989 im FW12C

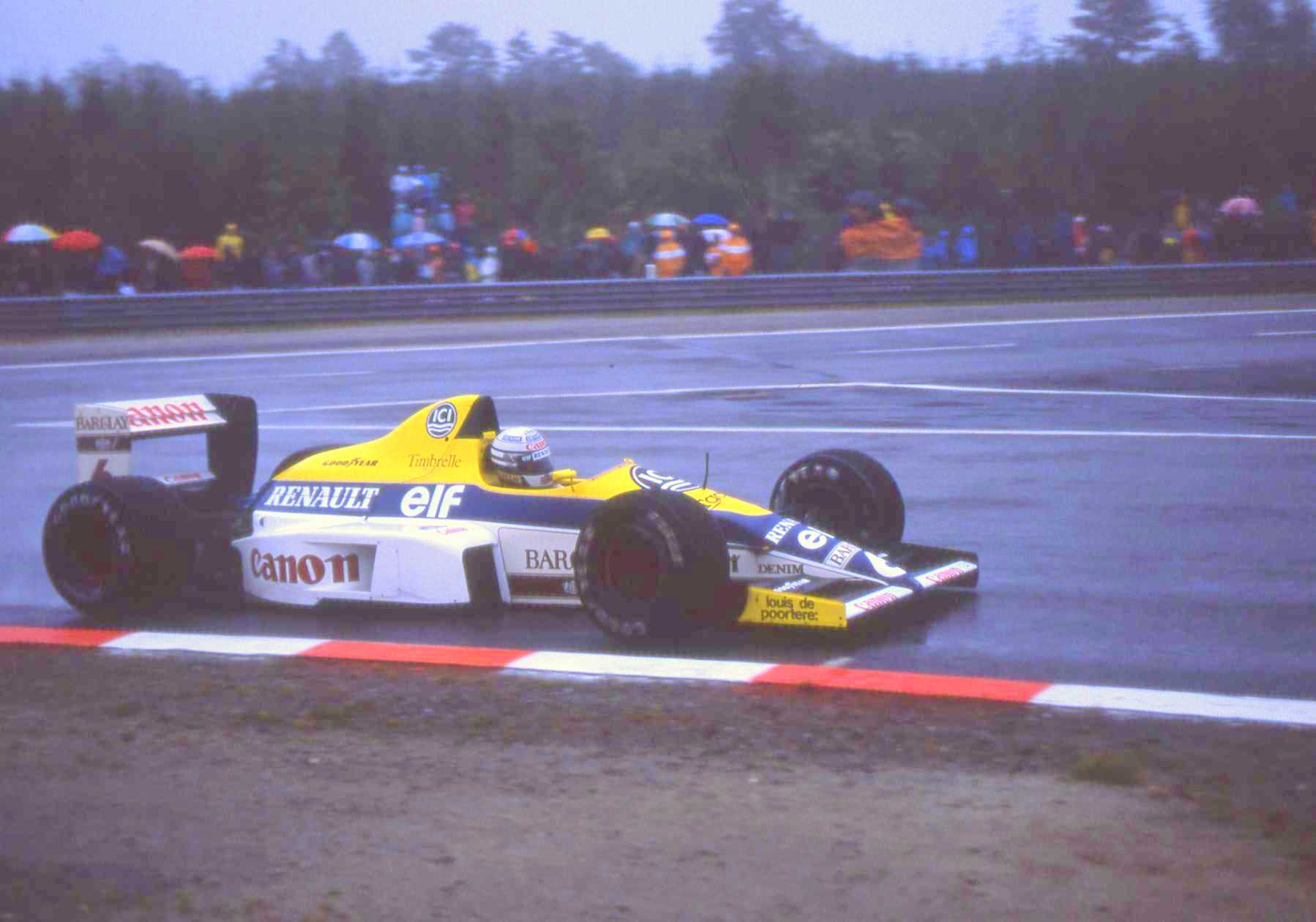
Riccardo Patrese beim Großen Preis von Belgien 1989 im FW12C

Der Williams FW12C wurde bei 13 Großen Preisen der Saison 1989 eingesetzt. Fahrer waren jeweils der Belgier Thierry Boutsen und der Italiener Riccardo Patrese.
Beim Saisonauftakt in Brasilien gingen Patrese und Boutsen vom zweiten bzw. vierten Startplatz ins Rennen. Patreses beste Trainingszeit lag 0,87 Sekunden über der von Ayrton Senna, der mit dem McLaren MP4/5-Honda die Poleposition belegte. Beide Williams-Fahrer fielen nach einem Motordefekt vor Rennende aus, Patrese wurde allerdings wegen der bis zum Ausfall zurückgelegten Renndistanz als 15. gewertet. Beim zweiten Weltmeisterschaftslauf in Imola kam der FW12C erstmals ins Ziel: Boutsen wurde mit einem Rückstand von einer Runde auf den Sieger Vierter. Patrese fiel nach einem Nockenwellenschaden aus. In Monaco kamen erstmals beide FW12C ins Ziel, allerdings erreichte kein Fahrer die Punkteränge. Boutsen wurde mit drei Runden Rückstand auf den Sieger Zehnter, und Patrese wurde 15. und Letzter. Beide Fahrer hatten während des Rennens lange in den Boxen gestanden, weil fehlerhaft produzierte Teile der Heckflügel ausgewechselt werden mussten. Danach hatte das Team den Wagen und den Motor so weit optimiert, dass er im Frühjahr regelmäßige Podiumsplatzierungen erreichte. In jedem der drei nordamerikanischen Rennen kam Patrese als Zweiter ins Ziel, in Frankreich dann noch einmal als Dritter. In Kanada erzielte Boutsen außerdem den ersten Sieg eines Renault-Saugmotors. Dabei profitierte Williams von technisch bedingten Ausfällen der beiden McLaren-Piloten Senna und Prost, die bis zum Ausscheiden jeweils vor Patrese und Boutsen fuhren. Es blieb der einzige Sieg des FW12C.
In den Sommerrennen gab es eine Reihe technisch bedingter Ausfälle, daneben aber auch drei dritte Plätze; den letzten erzielte Boutsen in Italien. In Portugal debütierte der FW13. Hier gingen beide Piloten mit dem neuen Auto an den Start, beendeten das Rennen aber  gleichermaßen wegen Überhitzung des Motors nicht. Beim folgenden Rennen in Spanien wechselte Patrese noch einmal auf den FW12C zurück, den er für zuverlässiger hielt und besser einschätzen konnte. Patrese qualifizierte sich im alten Auto für Startplatz sechs, Boutsen im neuen FW13 für die 21. Position. Im Rennen fiel Boutsen nach einem Motordefekt aus, während Patrese als Fünfter ins Ziel kam. Danach brachte Williams den FW12C nicht mehr an den Start.

## Rennergebnisse
| Fahrer               | Nr.                  | 1   | 2   | 3  | 4   | 5 | 6 | 7   | 8   | 9   | 10  | 11  | 12 | 13 | 14 | 15 | 16 | Punkte | Rang |
| -------------------- | -------------------- | --- | --- | -- | --- | - | - | --- | --- | --- | --- | --- | -- | -- | -- | -- | -- | ------ | ---- |
| Formel-1-Saison 1989 | Formel-1-Saison 1989 |     |     |    |     |   |   |     |     |     |     |     |    |    |    |    |    | 54     | 2    |
| T. Boutsen           | 5                    | DNF | 4   | 10 | DNF | 6 | 1 | DNF | 10  | DNF | 3   | 4   | 3  |    |    |    |    | 54     | 2    |
| R. Patrese           | 6                    | 15* | DNF | 15 | 2   | 2 | 2 | 3   | DNF | 4   | DNF | DNF | 4  |    | 5  |    |    | 54     | 2    |

| Legende  | Legende            | Legende                                                          |
| Farbe    | Abkürzung          | Bedeutung                                                        |
| -------- | ------------------ | ---------------------------------------------------------------- |
| Gold     | –                  | Sieg                                                             |
| Silber   | –                  | 2. Platz                                                         |
| Bronze   | –                  | 3. Platz                                                         |
| Grün     | –                  | Platzierung in den Punkten                                       |
| Blau     | –                  | Klassifiziert außerhalb der Punkteränge                          |
| Violett  | DNF                | Rennen nicht beendet (did not finish)                            |
| Violett  | NC                 | nicht klassifiziert (not classified)                             |
| Rot      | DNQ                | nicht qualifiziert (did not qualify)                             |
| Rot      | DNPQ               | in Vorqualifikation gescheitert (did not pre-qualify)            |
| Schwarz  | DSQ                | disqualifiziert (disqualified)                                   |
| Weiß     | DNS                | nicht am Start (did not start)                                   |
| Weiß     | WD                 | zurückgezogen (withdrawn)                                        |
| Hellblau | PO                 | nur am Training teilgenommen (practiced only)                    |
| Hellblau | TD                 | Freitags-Testfahrer (test driver)                                |
| ohne     | DNP                | nicht am Training teilgenommen (did not practice)                |
| ohne     | INJ                | verletzt oder krank (injured)                                    |
| ohne     | EX                 | ausgeschlossen (excluded)                                        |
| ohne     | DNA                | nicht erschienen (did not arrive)                                |
| ohne     | C                  | Rennen abgesagt (cancelled)                                      |
| ohne     | keine WM-Teilnahme |                                                                  |
| sonstige | P/fett             | Pole-Position                                                    |
| sonstige | 1/2/3/4/5/6/7/8    | Punktplatzierung im Sprint-/Qualifikationsrennen                 |
| sonstige | SR/kursiv          | Schnellste Rennrunde                                             |
| sonstige | *                  | nicht im Ziel, aufgrund der zurückgelegten Distanz aber gewertet |
| sonstige | ()                 | Streichresultate                                                 |
| sonstige | unterstrichen      | Führender in der Gesamtwertung                                   |